# Milan Ziric
Milan Ziric (* 9. Februar 2000) ist ein österreichischer Fußballspieler.

## Karriere
Ziric begann seine Karriere bei der Union St. Florian. Zwischen 2012 und 2013 spielte er in der Jugend des FC Pasching, ehe er zu St. Florian zurückkehrte. Ab April 2014 spielte er wieder für Pasching. Im April 2015 wechselte er in die Jugend des FC Blau-Weiß Linz.
Im Juni 2016 kam er erstmals für die Zweitmannschaft der Linzer in der siebthöchsten Spielklasse zum Einsatz. Im Mai 2017 stand er gegen den FC Liefering erstmals im Kader der Profis der Linzer, kam jedoch zu keinem Einsatz. In der Saison 2017/18 gehörte er zwar dem Profikader von BW Linz an, stand jedoch nie im Spieltagskader. Im April 2019 debütierte er in der 2. Liga, als er am 22. Spieltag der Saison 2018/19 gegen den SC Austria Lustenau in der 76. Minute für Alan Cariús eingewechselt wurde. Dies blieb sein einziger Profieinsatz für die Linzer.
Nach insgesamt 87 Einsätzen für die Amateure und einem für die Profis wurde er im Februar 2020 an den Regionalligisten FC Wels verliehen. Zur Saison 2020/21 wurde er von den Welsern fest verpflichtet. Für die Welser kam er insgesamt zu drei Einsätzen in der Regionalliga. Im Jänner 2021 kehrte er wieder zu den Linzer Amateuren zurück.
Nach sieben Einsätzen für diese wechselte Ziric im Jänner 2022 nach Serbien zum Drittligisten FK Tekstilac Odžaci. Zur Saison 2022/23 kehrte er nach Österreich zurück und schloss sich der DSG Union Perg an. Für diese machte er 14 Spiele in der OÖ Liga. Im Jänner 2023 kehrte er zum Ligakonkurrenten FC Wels zurück, für den er zwölfmal auflief. Zur Saison 2023/24 wechselte er zum Regionalligisten SK Vorwärts Steyr. Bei den Steyrern kam er vermehrt als Stürmer zum Einsatz und traf dabei achtmal in 26 Einsätzen. Zur Saison 2024/25 wechselte er nach Gibraltar zum Erstligisten Lions Gibraltar FC. Für die Lions spielte er neunmal in der Gibraltar National League.
Im Februar 2025 kehrte Ziric nach Steyr zurück.